# Jean Barral
Pour les articles homonymes, voir Barral.
Jean Barral est un réalisateur français né en 1930 et mort le 25 septembre 2020. 

## Filmographie
Courts métrages
- 1957 : Au bord du lac (adaptation d'un poème de Robert Desnos)
- 1959 : La belle saison est proche
- 1960 : Tant qu'il y aura des capricornes
- 1965 : Le Dernier Matin d'Edgar Allan Poe
- 1965 : Le Dernier Matin d'Arthur Rimbaud

Télévision
- 1982 : Lise et Laura